# Stephan Lehner
Stephan Lehner (* 17. Mai 1877 in Nürnberg; † 26. Mai 1947 in Brisbane, Australien) war ein deutscher Ethnologe und evangelisch-lutherischer Missionar am Huongolf in Papua-Neuguinea.

## Leben
Nach einer Ausbildung zum Grafiker trat Lehner in das Neuendettelsauer Missionswerk ein, das ihn nach entsprechender Vorbereitung in Neuendettelsau (bei Nürnberg) und in Australien 1906 als Missionar zum Stamm der Bukawa in Papua-Neuguinea (seinerzeit deutsche Kolonie Kaiser-Wilhelms-Land) entsandte. Er war dort nicht nur missionarisch tätig, sondern studierte Volksbrauchtum, vorchristliche Religion und Mythologie sowie die Naturkunde des Bukawa-Gebietes.
Stephan Lehner ist Großvater des Journalisten, Autors und Malers Thomas Jean Lehner und Großonkel des Freimaurers, Lyrikers und Essayisten Alfried Lehner.

## Leistungen
Lehner publizierte im Laufe von drei Jahrzehnten zahlreiche Aufsätze über seine Forschungen und schuf detaillierte Landkarten des Gebiets am Huongolf. Gemeinsam mit dem Ethnologen Richard Neuhauss bereiste er auch das Gebiet des den Bukawa benachbarten Stammes der Lae(womba). Seine umfangreiche Sammlung von Schmuck- und Kultgegenständen und anderem Kunsthandwerk überließ er u. a. Neuhauss. Ein Teil dieser Objekte ist heute Bestandteil der Sammlung Neuhauss im Ethnologischen Museum Berlin sowie des Museums für Völkerkunde Hamburg.

## Werke (Auswahl)
- Bukaua. In: Richard Neuhauss, Deutsch-Neu-Guinea, Bd. III, S. 397–485. Berlin: Verlag Dietrich Reimer, 1911.
- Geister- und Seelenglaube der Bukaua und anderer Eingebornenenstämme im Huongolf Nordost-Neuguineas. In: Mitteilungen aus dem Museum für Völkerkunde Hamburg, 14. 1930.
- Die Naturanschauung der Eingeborenen im nordöstlichen Neu-Guinea. In: Baessler-Archiv 14: 105-122. Berlin 1931.
- Märchen und Sagen des Melanesierstammes der Bukawac (Deutsch-Neuguinea, Hüongolf-Nordküste). In: Baessler-Archiv 14 (2): 35-72. Berlin 1931.
- Die soziale Stellung der Frau bei der papuanisch-melanesischen Bevölkerung von Nordost-Neuguinea. In: Mitteilungsblatt der Gesellschaft für Völkerkunde Leipzig 3: 12-18, 1934.
- Sitten und Rechte des Melanesierstammes der Bukawac. In: Archiv für Anthropologie, NF 23: 239-284. 1935.
- Die Vorstellung vom Todeszauber (Opa, Ofang, Silam, Selam oder Bumbum) unter den Eingeborenen Neuguineas. In: Mitteilungsblatt der Gesellschaft für Völkerkunde, Nr. 6: 32-43, 1935.
- Zur Psychologie des Melanesierstammes der Bukawac (Deutsch-Neuguinea, Hüongolf-Nordküste). In: Archiv für Anthropologie, N.F.24, 45-63, 1937.
- Zur Naturanschauung des Melanesierstammes der Bukawac (Deutsch-Neuguinea, Hüongolf-Nordküste). In: Archiv für Anthropologie, N.F. 24, 96-102, 1937.
- Spiele der Eingeborenen am Huongolf in Nordost-Neuguinea. In: Mitteilungsblatt der Deutschen Gesellschaft für Völkerkunde, 10: 31-75, 1940.